# イケア・カタログ
イケア・カタログ (英: IKEA Catalogue, 米: IKEA Catalog) は、スウェーデンに拠点を置く小売業者、イケアによって毎年発刊されるカタログである。1951年に、スウェーデン語で最初に発行され、カタログは、会社のマーケティングにおいて重要だと考えられており、2004年時点ではその年のマーケティング予算のうち、70%が費やされている。2013年度には、世界中で、約2億800万冊が印刷され、同じ年に印刷されると予想されるベストセラー本の2倍以上である。2013年度では、43カ国で、62版のカタログが作成された。2010年度版は、30言語で発行されている。顧客がオンライン販売に移行し、商品カタログの重要性が低下したことにより、2021年度版をもって発行を終了した。
約12,000の製品が載り300ページ以上に及ぶカタログは、メールや店内で配布される。各カタログの版は、コンセプトから最後の生産までに約10ヶ月の期間を要する。カタログのほとんどは、スウェーデンのイケア第1号店があるエルムフルトのイケア・コミュニケーションズABで生産される。イケア・コミュニケーションズには、8,000㎡の大きさの、北欧最大のフォトスタジオがある。2012年時点で、スタジオでは、写真撮影でフルタイムで働く、写真家、大工、インテリア・デザイナーなど、285人の人材を雇用している。カタログは、10〜15%が再生紙の塩素フリーペーパーに印刷されている。
イケアは、2006年版カタログの小さな木製の椅子の単一のコンピュータイメージを置き、2005年にComputer Generated Imageryで実験を始めた。IKEAの写真家長、アンネリ・シェーグレンによれば、顧客は椅子がインターネットで作成されていることに気づかなかったという。2013年度版では、イケアのカタログ、パンフレット及びウェブサイトの画像の12%をコンピュータにより作成している。このような画像は、翌年には25%にもなると予想される。拡張現実は、2013年度版カタログに導入された。携帯機器でカタログをスキャンすることにより、家具コンパートメント、ビデオ、ガイド及び他のインタラクティブなコンテンツの「X線」にアクセスできる。
カナダの放送局、CTVによれば、「イケアの出版物は、オンラインに続きカルト的な発展を遂げてきた。読者は、神秘的な猫の絵、ミッキーマウスと思われる言及、カタログを乱す多くの棚の不思議な本を見つけ、奇妙な種類の1つとしている」。2012年10月、イケアは、2013年版のサウジアラビアのカタログから、女性の写真を除き、非難された。
イケアはさらに、定期的にスタイルマガジンを発行して売り、「イケア・ファミリー・ライブ」というタイトルで、カタログの補足として、13言語版がある。イギリスの英語版は、2007年2月に、50万件以上の予約があった。

## 発行言語版一覧
- オーストラリア (英語：ニューサウスウェールズ州、クイーンズランド州、ビクトリア州)
- オーストラリア (英語：西オーストラリア州、南オーストラリア州)
- オーストリア (ドイツ語)
- ベルギー (オランダ語)
- ベルギー (フランス語)
- ブルガリア (ブルガリア語)
- カナダ (英語)
- カナダ (フランス語)
- 中国 (中国語)
- チェコ (チェコ語)
- キプロス (英語)
- デンマーク (デンマーク語)
- ドミニカ共和国 (スペイン語)
- フィンランド (フィンランド語)
- フランス (フランス語)
- ドイツ (ドイツ語)
- ギリシャとキプロス (ギリシャ語)
- 香港 (中国語)
- 香港 (英語)
- ハンガリー (ハンガリー語)
- アイスランド (アイスランド語)
- イスラエル (ヘブライ語)
- イタリア (イタリア語)
- 日本 (日本語)
- クウェート (アラビア語)
- クウェート (英語)
- オランダ (オランダ語)
- ノルウェー (ノルウェー語)
- マレーシア (英語)
- ポーランド (ポーランド語)
- ポルトガル (ポルトガル語)
- ルーマニア (ルーマニア語)
- ロシア (ロシア語)
- シンガポール (英語)
- スロバキア (スロバキア語)
- スペイン (バスク語)
- スペイン (カタルーニャ語)
- スペイン (英語)
- スペイン (スペイン語)
- サウジアラビア (アラビア語)
- サウジアラビア (英語)
- スウェーデン (フィンランド語)
- スウェーデン (スウェーデン語)
- スイス (フランス語)
- スイス (ドイツ語)
- スイス (イタリア語)
- 台湾 (中国語)
- タイ (英語)
- タイ (タイ語)
- トルコ (トルコ語)
- アラブ首長国連邦 (英語)
- イギリス (英語)
- アメリカ合衆国 (英語)
- アメリカ合衆国 (スペイン語)